# Gürtel (Viena)

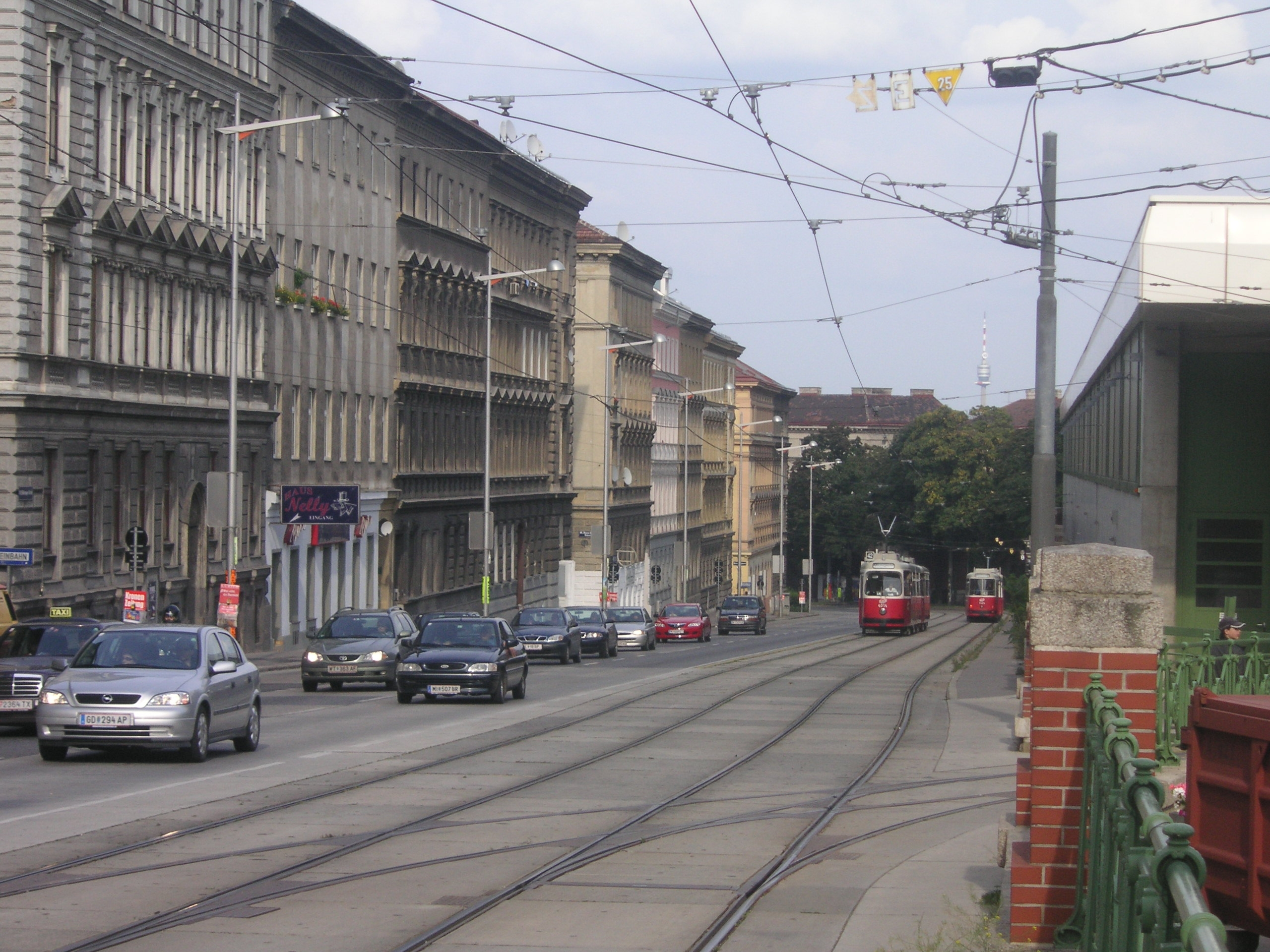
El Währinger Gürtel cerca del Hospital General de Viena (Allgemeines Krankenhaus). A la izquierda está Währing, el 18.º distrito de Viena.

El Gürtel (lit. 'cinturón', pronunciado /ˈɡʏʁtl̩/ (escucharⓘ)) es una importante circunvalación de Viena (Austria). Con un recorrido de 13.1 kilómetros en paralelo a la famosa Ringstraße, rodea los distritos del centro de la ciudad (Innenbezirke) y sigue la ruta de la antigua línea exterior de fortificaciones de la ciudad, la Linienwall. El barrio rojo de la ciudad está situado alrededor del Gürtel.

## Historia

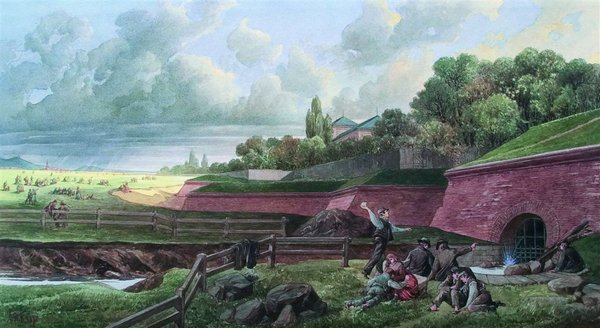
Cuadro de la fortificación Linienwall de August Stefan Kronstein.

El Gürtel fue trazado a partir de 1873 en el emplazamiento de la antigua fortificación Linienwall, construida por órdenes del emperador Leopoldo I a principios del siglo xviii para proteger su residencia de las invasiones kuruc durante la guerra de Independencia de Rákóczi. Después de la Primera Guerra Mundial, durante la época de la Viena Roja, en esta calle se construyeron varios complejos de vivienda pública (Gemeindebauten). Al igual que en la mayor parte del Imperio austrohúngaro, antiguamente los vehículos circulaban por la izquierda, como en el Reino Unido, hasta después del Anschluss de 1938. De acuerdo con las regulaciones alemanas, el tráfico en Viena pasó a circular por la derecha como en el resto del continente. Los proyectos elaborados en las décadas de 1960 y 1970 para reconstruir el Gürtel como una autopista urbana nunca se llevaron a cabo. La calle, al igual que las zonas residenciales adyacentes, está sin embargo afectada intensamente por el alto volumen de tráfico.

## Descripción

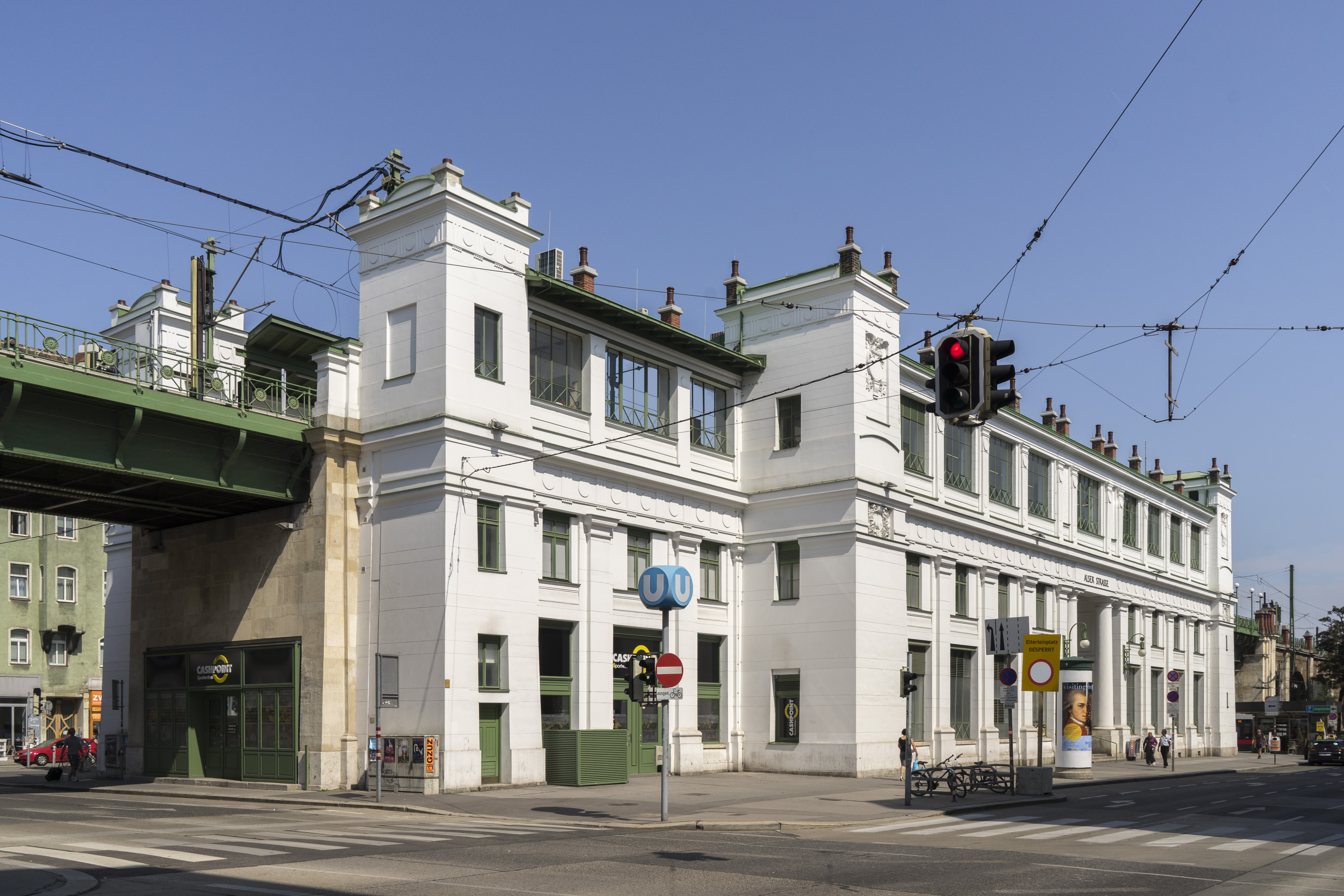
La estación de Alser Straße del Metro de Viena en el Hernalser Gürtel, mirando hacia el norte.

En el sur, el Gürtel empieza en el distrito de Landstraße, en la intersección con la A23 Südosttangente, y se dirige en dirección oeste hacia la estación central, donde bajo la superficie se ha construido el premetro. Allí, el Wiedner Gürtel y el Margaretengürtel constituyen el límite entre los distritos céntricos de Wieden y Margareten, respectivamente, y el distrito meridional de Favoriten. El Gürtel gira entonces hacia el norte, recorriendo el borde oriental del distrito de Meidling y cruzando el río Viena y la calle Wienzeile, separando los distritos céntricos de Mariahilf y Neubau de Rudolfsheim-Fünfhaus, donde se encuentra la estación del Oeste. Posteriormente, constituye el límite de Josefstadt y Alsergrund con los distritos exteriores de Ottakring, Hernals y Währing, pasando junto al Hospital General de Viena (Allgemeines Krankenhaus, AKH) y la Volksoper. El Gürtel termina de forma relativamente poco espectacular en el distrito de Döbling, junto a un Gemeindebau de la década de 1920 llamado Professor-Jodl-Hof.
Desde la Wienzeile hasta el extremo norte, la doble calzada está acompañada por el histórico viaducto del Stadtbahn diseñado por Otto Wagner, actualmente utilizado por la línea U6 del Metro de Viena.
El Gürtel no debe confundirse con la B221 Wiener Gürtel Straße, que también incluye otras calles, como la Schlachthausgasse, empieza en el canal del Danubio y termina en el Gürtelbrücke, de nuevo en el canal del Danubio.